# Salvador Almenar Palau
Salvador Almenar Palau (Burjassot, 3 d'octubre de 1949) és un polític valencià, diputat a les Corts Valencianes en la III Legislatura.

## Biografia
Es llicencià en economia a la Universitat de València, on fou deixeble d'Ernest Lluch i s'especialitzà en pensament econòmic. Va aconseguir la càtedra d'Història i Institucions Econòmiques de la Universitat de València. Especialista en pensament econòmic. Durant els seus anys d'estudiant va col·laborar amb el Partit Comunista d'Espanya, però en començar la transició espanyola es decantà a poc a poc per la socialdemocràcia i finalment va ingressar en el PSPV-PSOE, partit del que en fou secretari de formació en 1988.
El 1985 Joan Lerma el va nomenar Director general d'Universitats i Recerca de la Generalitat Valenciana, càrrec que va ocupar fins a 1988. entre 1985 i 1988. Fou elegit diputat a les eleccions a les Corts Valencianes de 1991, i hi ha estat vocal de les Comissions d'Educació i Cultura i d'Economia, Pressupostos i Hisenda (1991-1995).
Posteriorment ha continuat la seva carrera docent en el departament d'anàlisi econòmica de la Universitat de València.

## Obres
Endemés de publicar articles a Revista Econòmica de Catalunya, Debats, Anales de Economía i altres, és autor de l'edició crítica del Curso de Economía Política d'Álvaro Flórez Estrada (1980) i d'Economía y economistas españoles amb Enrique Fuentes Quintana.